# Дэвис, Джоан
Джоан Дэвис (англ. Joan Davis, 29 июня 1907 — 22 мая 1961 года) — американская комедийная актриса, которая выступала в водевилях, театре, кино, радио и на телевидении. Хотя Дэвис снялась в более чем пятидесяти кинофильмах в период между 1935—1952 годами, она достигла наибольшей известности по главной роли в ситкоме 1950-х годов «Я женат на Джоан», которая принесла ей номинацию на премию «Эмми».

## Награды и номинации
«Эмми»
- 1953 — Премия «Эмми» за лучшую женскую роль в комедийном телесериале — «Я женат на Джоан» (номинация)

Голливудская «Аллея славы»
- 1960 — Звезда на Аллее славы за вклад в кинематограф